# Oğuz Aydın
Oğuz Aydın, né le 27 octobre 2000 à La Haye aux Pays-Bas, est un footballeur international turc qui évolue au poste d'attaquant au Fenerbahçe SK.

## Biographie

### Carrière en club
Oğuz Aydın débute sa formation à l'AZ Alkmaar en 2011. En 2016, il rejoint la Turquie pour intégrer l'académie du Bucaspor, avec qui il fait ses débuts senior en troisième division turque en janvier 2018. Le 7 août 2019, il signe avec l'autre club de Buca, le Bucaspor 1928, et est prêté au Karacabey Belediyespor pour la première moitié de la saison 2019-2020. De retour au Bucaspor 1928, il s'illustre par sa polyvalence, occupant principalement les postes d'ailier gauche et droit, et termine la saison avec 11 buts et 3 passes décisives toutes compétitions confondues.
Le 24 juin 2021, Aydın rejoint Alanyaspor avec un contrat de cinq ans. Il fait ses débuts en Süper Lig le 18 octobre 2021 lors d'une victoire 6-3 contre Kayserispor. Lors de sa dernière saison au club, il dispute 35 matchs de championnat au cours desquels il inscrit 13 buts et délivre 7 passes décisives, performance qui lui vaudra sa première convocation en équipe nationale.
Le 16 juillet 2024, Aydın s'engage avec Fenerbahçe pour quatre ans. Il fait ses débuts européens le 6 août 2024 lors d'une défaite 2-1 contre le LOSC Lille en tour de qualification de la Ligue des champions. Le 23 novembre 2024, titularisé pour la première fois, il marque deux buts en 11 minutes contre Kayserispor en championnat. Une semaine plus tard, il ouvre le score dès la 2e minute lors d'une victoire 3-1 contre le Gaziantep FK. Le 5 février 2025, en Coupe de Turquie contre Erzurumspor, il entre en jeu à la 61e minute et se démarque en délivrant trois passes décisives en fin de match.

### En sélection
Né aux Pays-Bas de parents turcs, Aydın représente la Turquie en catégories jeunes. Il joue avec les moins de 19 ans lors d'un match nul 1-1 contre le Danemark le 24 mars 2018. Le 25 mars 2022, il évolue avec les espoirs lors d'une victoire 2-0 contre l'Écosse en qualifications pour l'Euro espoirs.
En mars 2024, il est convoqué pour la première fois en équipe nationale senior et fait ses débuts le 4 juin 2024 lors d'un match amical contre l'Italie,. Ses performances en club lui valent une nouvelle convocation un an plus tard, le 14 mars 2025, pour les barrages de promotion de la Ligue des nations contre la Hongrie. 

## Style de jeu
Aydın est un ailier polyvalent, capable d'évoluer sur les deux flancs grâce à ses capacités techniques des deux pieds. Sur l'aile gauche, il aime repiquer vers le centre pour utiliser son pied droit, tandis que sur l'aile droite, sa vision du jeu lui permet de créer des occasions et de délivrer des passes décisives. Il peut également jouer en tant que second attaquant, démontrant sang-froid et efficacité devant le but.